# 紫雲ゴルフ倶楽部
紫雲ゴルフ倶楽部（しうんゴルフくらぶ）は、新潟県新発田市元郷に広がるゴルフ場である。

## 概要
新発田から紫雲寺海岸は、加治川に沿って、広大な赤松の原生林が広がる砂丘地帯である。1961年（昭和36年）10月、砂丘地帯にゴルフ場を造ろうと、葉山健二郎は恵まれた統治を見て性急に動かざるをえなかった。
1962年（昭和37年）、新たなゴルフ場の建設に向けて母体会社「東新起業株式会社」を設立、社長には葉山が就任した。葉山は地元の紫雲寺町に相談し、町役場内に対策本部を設置した。用地の買収は、葉山の資金で始めたが、財界も動き株式会社新潟相互銀行社長・大森健治が支援に加わった。
コース設計は、「霞ヶ関カンツリー倶楽部」の藤田欽哉に依頼した、藤田は自然の大木を大切にした。「千葉カントリークラブ」では、大木は決して切らず移植もせずに設計変更した。グリーン後に使ったり、フェアウェイやグリーンの前に置いて戦略化を図った。1965年（昭和40年）12月、加治川コース9ホールが完成し開場、1968年（昭和43年）3月、9ホールを増設、加治川コースは18ホール規模のシーサイドコースが開場された。
1970年（昭和45年）7月、コース設計をデニス・グリフィスに依頼して、飯豊コース9ホールを増設、1995年（平成7年）、9ホールを増設、飯豊コース18ホール規模のコースが開場された。
ゴルフ場の敷地は、全体的に平坦で各ホールが赤松林に仕切られた林間コースである。加治川コースは、歴史を感じさせる大きく育った松の木が表すように日本庭園を思わせるコースである。飯豊コースは、加治川コースとは対照的なアメリカンスタイルの戦略性に富んだコースである。
日本のプロゴルフメジャー大会の1つ、日本プロゴルフ協会主催競技でもあり、日本選手権大会に相当する、日本プロゴルフ選手権大会などの大会開催の実績がある。

## 所在地
〒957-0236 新潟県新発田市元郷211番地

## コース情報
- 開場日 - 1965年12月5日
- 設計者 - 加治川コース 藤田 欽哉、飯豊コース デニス・グリフィス
- 面積 - 1,240,000m2（約37.5万坪）
- コースタイプ - 林間コース
- コース - 36ホールズ、パー144、13,468ヤード、コースレート 加治川コース72.0、飯豊コース72.8
- グリーン - グリーン、ベント（ペンクロス）
- フェアウエイ - コーライ
- ラフ - ノシバ
- ハザード - バンカーの142、池が絡むホール11
- プレースタイル - 乗用カート(5人乗り)、リモコン式、キャディ・セルフ選択可
- 練習場 - 17打席 230ヤード
- 休場日 - 無休[4][5]

## クラブ情報
- ハウス面積 - 5,736m2（1,735坪）
- ハウス設計 - 大成建設株式会社・株式会社本間組建築事務所
- ハウス施工 - 大成建設株式会社・株式会社本間組・株式会社福田建設[4][5]

## ギャラリー
- コース - 「紫雲ゴルフ倶楽部」、コース紹介
- ハウス - 「紫雲ゴルフ倶楽部」、クラブハウス

## 交通アクセス
- 鉄道 - JR東日本（羽越本線・白新線） - 新発田駅よりタクシー利用 約20分
- 道路 - 日本海東北自動車道 - 聖籠新発田ICより 8km 約15分[6]

## メジャー選手権
- 1983年（昭和58年） - 第51回 日本プロゴルフ選手権大会[7]
- 2008年（平成20年） - 第41回 日本女子オープンゴルフ選手権競技大会[8]

## エピソード
- 「紫雲ゴルフ倶楽部」は、生まれながら合格点の素材だった。各コースは天、地、人の合作だった、天は歳月と気象、地は自然の地形、人は設計と造成であろう[9]。
- 「千葉カントリークラブ」・野田コースは、ドッグレッグが多い、大木を切らず移植せず大切にするからだ、「紫雲ゴルフ倶楽部」も6ホールがドッグレッグである[9]。
- 1982年（昭和57年）7月、日本プロ選手権が開催された、日本海側で初の開催で、「紫雲ゴルフ倶楽部」は名門の階段を上り続けている[9]。

## 関連文献
- 『ゴルフ場企業決算年鑑 昭和59年-平成29年版』、「紫雲ゴルフ倶楽部 紫雲GC」、東京 一季出版、1985年2月17日、2020年9月3日閲覧
- 『財界にいがた』、「名門 紫雲ゴルフ倶楽部が彷徨した破綻と再建の間」、新潟 財界にいがた、2001年3月、2020年9月3日閲覧
- 『ゴルフ場ガイド 東版』2006-2007、「紫雲ゴルフ倶楽部（新潟県）」、東京 ゴルフダイジェスト社、2006年5月、2020年9月3日閲覧
- 『美しい日本のゴルフコース BEAUTIFUL GOLF CULTURE IN JAPAN 日本のゴルフ110年記念 ゴルフは日本の新しい伝統文化である』、ゴルフダイジェスト社「美しい日本のゴルフコース」編纂委員会編、「紫雲ゴルフ倶楽部」、東京 ゴルフダイジェスト社、2013年12月、2020年9月3日閲覧